# Theristus camelopardalis
Theristus camelopardalis är en rundmaskart. Theristus camelopardalis ingår i släktet Theristus och familjen Monhysteridae. Inga underarter finns listade i Catalogue of Life.